# Подкуровка
Подку́ровка — село в Тереньгульском районе Ульяновской области. Административный центр Подкуровского сельского поселения.

## География
Это село расположено на большом почтовом тракте из Симбирска в Сызрань, в 42 верстах от Симбирска, на левом берегу р. Ташлы, притока реки Свияги. 

## История
Село возникло во второй половине 17-го столетия. В 1692 году деревня Подкуровка уже существовала и принадлежала казанцу Григорию Никифорову Подкурову, который и должен считаться основателем этого селения. В помянутом году Подкуров отдал свою поместную землю в Синбирском уезде, на речке Ташле, в деревне Подкуровке, 60 четвертей с усадьбою, со всеми угодьями, с двором своим помещиковым и 4 двора крестьянских, самаренину Степану Иванову Племянникову); в уплату долга в 750 рублей в 1694 году он ещё придал 30 четвертей земли, по обе стороны речки Ташлы, вверх по Кривому ключу; а раньше (но когда именно — неизвестно) эта земля была дана, из диких поль, солдату выборнаго полка Макару Вандышеву и сыну его Фёдору), которые, должно быть, продали её Григорию Подкурову ещё не заселенною крестьянами.
В 1703 году вдова Племянникова, Екатерина, перевела в Подкуровку 7 крестьянских дворов из своей вотчины в Алатырском уезде, в деревне Смолкове). Таким образом, первоначальный собственник Подкуровки, передавший этому селению своё имя, недолго владел ею и она перешла в род Племянниковых. Долго-ли Подкуровка была у них — неизвестно, документальных данных об этом не имеется, но по местному преданию, царь Пётр пожаловал Подкуровку (которая следовательно при Петре была уже в числе казённых земель) в вотчину первому российскому историку Василию Никитичу Татищеву. В 1779 году, во время генеральнаго межевания, здесь помещиком был внук историка, берг-коллегии прокурор, статский советник Ростислав Евграфович Татищев. Тогда за ним числилось в Подкуровке 53 крестьянских двора, с населением в 381 у (179 муж. и 202 жен.), а земли ему принадлежало: 2815 дес. 2020 саж. 
В 1780 году, при создании Симбирского наместничества, деревня Подкурявка, помещиковых крестьян. вошла в состав Сенгилеевского уезда.
Ростислав Евграфович Татищев, должно быть вскоре продал это имение. Дочь его Александра Ростиславовна, вышла, в самом конце 18-гo столетия замуж за действующего статского советника Фёдора Похвиснева, который в то время считался уже богатым помещиком при Подкуровке и соседних селениях; но чтобы он получил здесь землю в приданое за женой, того из документов того времени, не видно, да и вряд ли перешло к нему Подкуровское имение Татищева, так как в 1783 году, когда Р. Е. Татищев был ещё жив, за ним уже не числилась земля при Подкуровке, а там помещицею была мать его вдова ст. сов. Аграфена Федотовна Татищева. Таким образом Похвиснев, должно быть покупкою у соседних владельцев, приобрёл много земли уже после генерального межевания (1795) и затем, с конца 18-гo и в течение первой половины 19-го столетия, Подкуровкою все время владеют Похвисневы, которые и до сих пор считаются у местных коренными Покуровскими помещиками и из них особенно долго и почти безвыездно жил здесь сын Фёдора Похвиснева, Иван Фёдорович, почему, в память о нём, село получило второе название «Ивановка» или «Ивановское» (село названо по престольному празднику Иоанна Дамаскина). 
В 1830 году помещиком Иваном Фёдоровичем Похвистневым, был построен каменный храм (арх. Жилярди, Доменико). Престол в нём во имя преподобного Иоанна Дамаскина. А при волостном правлении - каменная часовня в память мученической кончины Императора Александра II; 
В 1859 году село Подкуровка (Ивановское), входило во 2-й стан Симбирского уезда Симбирской губернии, имелось: церковь православная 1. Заводов 2: винокуренный и конный.
После освобождения от крепостной зависимости (1861), у тит. сов. Луки Ивановича Похвиснева купил это имение Валерьян Александрович Воейков, и тогда здесь было, за наделом, 15,959 десятин земли), да кроме того прекрасный винокуренный завод, один из значительных в губернии, выкуривавший свыше 23,500 вёдер вина). В 1871 году Воейков продал это имение кол. сов. Варваре Евграфовне Березниковой и ст. сов. Надежде Евграфовнв Горяиновой, (по второму мужу Ковалёва). А у них купила его в 1886 году Московская купчиха Клавдия Николаевна Обидина, и стала самою крупною помещицею в Симбирском уезде, владея 12,299 дес., 688 саж.) земли, в том числе 3701 дес. 980 саж. лесу.
В 1900 году это имение приобрёл Самарский купец Антон Николаевич Шихабалов от дворянина Николая Сергеевича Обидина, получившаго его в 1899 году в подарок от матери.
Село Подкуровка имеет ныне 108 дворов, а жителей 574 человека (274 муж. 300 жен.); у общества бывших Л. И. Похвиснева, земли 788 десятин (83 дес. усадебной, 680 дес. пашни и 25 дес. выгону), отведённых обществу в надел, по уставной грамоте, на 197 ревизских душ (66 дворов), считая по 4 десятины на одну душу.

## Население
- В 1780 году — 174 ревизских душ[3].

- В 1859 году — 57 дворов, 242 муж. и 260 жен.[6];

- В 1900 году в с. Подкуровке жило: 268 м. и 301 ж.[5];

- В 1903 году село Подкуровка имело: 108 дворов, а жителей 574 человека (274 муж. 300 жен.);

## Известные уроженцы, жители
- Бакаев Анатолий Александрович — российский политический деятель, экс-начальник УВД по Ульяновской области, председатель Законодательного собрания Ульяновской области[11].

## Достопримечательности
- Музей быта, который насчитывает более семи тысяч экспонатов;
- Церковь Иоанна Дамаскина [12][13][14][15][16];
- Фрагменты барской усадьбы последнего помещика Антона Шихабалова;
- Русское домовое зодчество 19-20 вв.;
- Имеются родники с чистой водой, в с. Подкуровке минеральная вода богата серебром[17].
- Памятник воинам-односельчанам (1988 г.)[18]

- Родовой герб Татищевых.
- Василий Никитич Татищев.
- Герб рода Похвисневых.